# Мала Магелланова Хмара
Мала Магелланова Хмара (ММО, SMC, NGC 292) — карликова галактика, супутник Чумацького Шляху. Розташована на відстані близько 60 кілопарсек (близько 200 000 світлових років) у напрямку сузір'я Тукана і виглядає як тьмяна хмара розміром близько 3°. Містить близько 1,5 мільярда зір. Мала Магелланова Хмара та Велика Магелланова Хмара оточені загальною оболонкою з нейтрального водню, яку називають Магеллановою Системою.

## Короткий опис
Мала Магелланова Хмара — це карликова галактика, яка перебуває на відстані близько 200 000 світлових років від Чумацького Шляху. Ця галактика є однією з найближчих. Мала Магелланова Хмара помітно слабша і менша Великої. На небосхилі її площа становить 2,5 на 5 градусів. У Південній півкулі її добре видно неозброєним оком із темних місць. Хоча це й окрема галактика, Мала Магелланова Хмара здається частиною Чумацького Шляху.
За розміром Мала Хмара вдвічі менша Великої. Її діаметр — 14 тис. світлових років. У цій галактиці ще не завершився процес зореутворення, хоча обмежена кількість вільного газу робить його менш інтенсивним, ніж у період утворення ММХ. Молоді зоряні скупчення містять кілька гарячих світил, що перевершують за яскравістю наше Сонце в 300 тис. разів.
За рахунок своєї гравітації Велика Магелланова Хмара перетягує до себе мільйони зір з Малої Магелланової Хмари. Згідно розрахунків і спостережень, близько 5 % зір Великої Магелланової Хмари складають колишні зорі з Малої Хмари[джерело?].
Астрономи вважають, що колись Мала Магелланова Хмара була спіральною галактикою, яка потрапила під вплив гравітації Чумацького Шляху. Вона тепер не має звичних спіральних рукавів, але все ще має центральну спіральну структуру.
Колись астрономи вважали, що Мала Магелланова Хмара була галактикою-супутником Чумацького Шляху, яка потрапила під вплив нашої гравітації. Але пізніші розрахунки швидкості Малої Магелланової Хмари показали, що вона рухається настільки швидко, що не може бути захоплена гравітацією Чумацького шляху, і просто проходить поряд[джерело?].

## Новітні погляди
В 2016 році, у Малій Магеллановій Хмарі була зафіксована нова туманність. Вчені вважають, що скупчення газу і світлових потоків могло стати провісником вибуху наднової, який відбудеться найближчим часом. [неавторитетне джерело] Більш того, в 2023 році, на основі даних про рух молодих, масивних зірок і структуру міжзоряного простору, астрономи побудували нову модель Малої Магелланової Хмари. Зіставивши всі параметри, вчені зробили висновок, що Мала Магелланова Хмара складається щонайменше з двох систем. Відстань між ними – приблизно 16 тисяч світлових років (близько п’яти кілопарсек). Але з погляду Землі вони виглядають єдиною галактикою, тому що повністю накладаються одна на одну.

## Прогнози
Згідно з опублікованими у вересні 2014 року даними, найімовірніше, через 4 млрд. років Чумацький Шлях "поглине" Велику і Малу Магелланові Хмари[джерело?], а через 5 млрд років сам зіллється з Туманністю Андромеди.

## У літературі
У романах Едмонда Гамільтона «Зоряні королі» (1949) й «Повернення до зірок» (1970) згадується вкрай агресивна раса надтелепатів Х'харнів, жителів Малої Магелланової Хмари (на місцевому діалекті — Амамбарана), які двічі робили спробу військового захоплення нашої Галактики, але були зупинені застосуванням надзброї землян, здатної знищувати сам простір. У серії романів Сергія Сухінова «Зоряний Вовк» (1998—2006), написаної за мотивами творів Гамільтона, описано продовження історії протистояння жителів нашої Галактики і Х'харнів (Третьої сили), хоча у Гамільтона «Зоряні королі» і цикл «Зоряний вовк» не були ніяк пов'язані.
У всіх фантастичних романах Курта Воннегута обов'язково згадується планета Тральфамадор, що розташована в Малій Магеллановій хмарі, навіть якщо події відбуваються на Землі й не пов'язані з космосом. Думка про те, що всі події на Землі так чи інакше залежать від волі жителів Тральфамадор, проходить наскрізною ниткою через всю фантастику Воннегута. Станіслав Лем в своєму романі «Магелланова хмара» згадує цю галактику.